# Oriana (Personaje de ficción)
Oriana es un personaje de la novela de caballerías Amadís de Gaula, refundida por Garci Rodríguez de Montalvo y publicada en 1508 (la edición más antigua conocida). Es la amada del protagonista, Amadís y representa el ideal cortesano de la dama.

## Caracterización

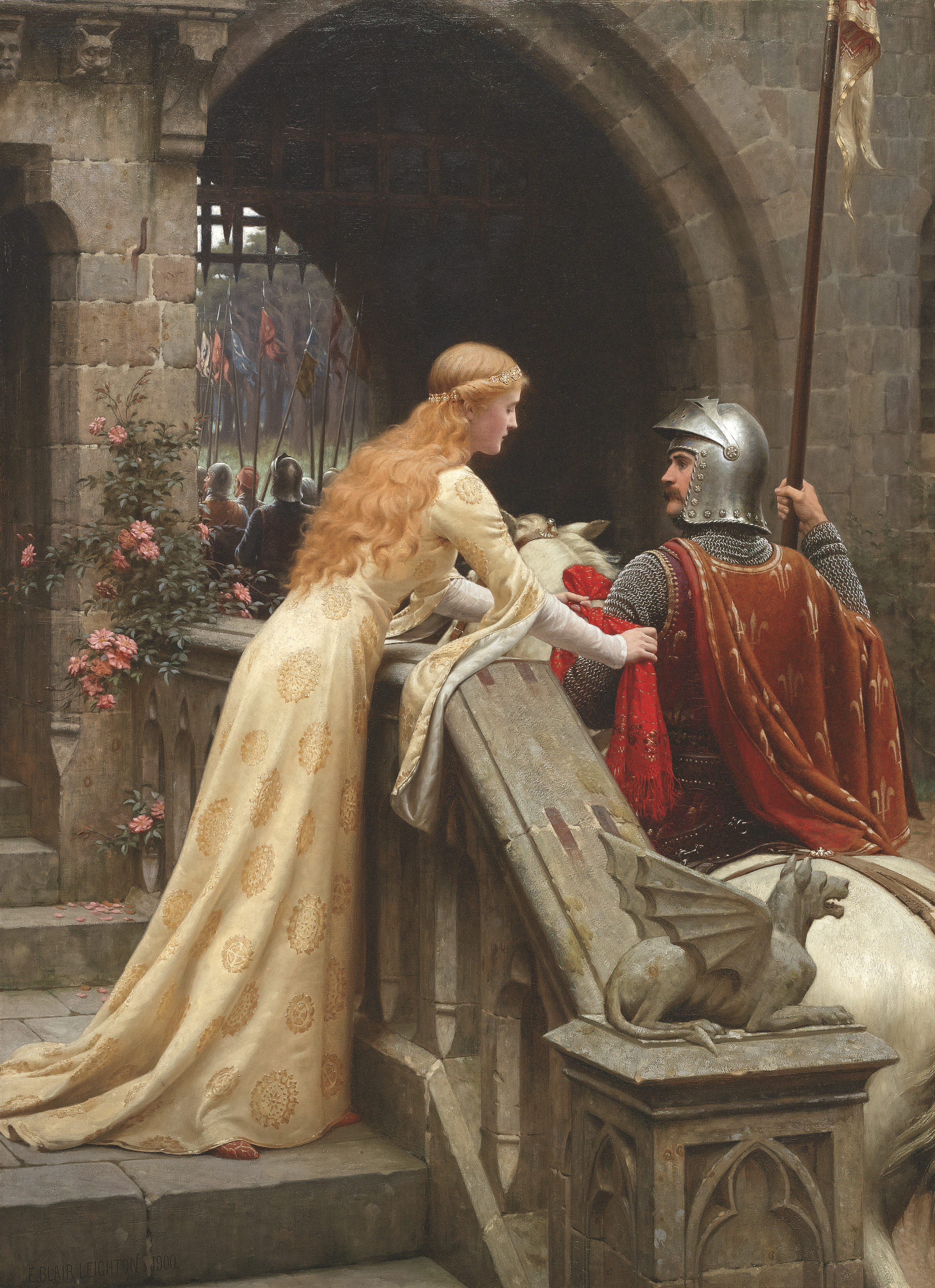
God speed, Edmund Leighton

Oriana es hija de Lisuarte, rey de Gran Bretaña, y la reina Brisena. Representa el ideal cortesano de la dama: virtuosa, fiel, y poseedora de una belleza que inspira devoción inmediata. Ocupa un lugar central en Amadís de Gaula no solo como objeto del amor del protagonista, sino también como catalizadora de las decisiones y transformaciones más significativas del héroe. Por este motivo es una figura significativa tanto en el plano emocional como en la estructura narrativa de la obra.

## Relación con Amadís
Su relación encarna el ideal del servitium amoris: desde la infancia, Amadís se declara servidor de Oriana, a quien ve como su señora absoluta, modelo de virtud y centro de su vida. Esta devoción guía todas sus acciones heroicas, y le confiere sentido a su identidad caballeresca.
Su amor es secreto y está marcado por una lealtad mutua inquebrantable. Sin embargo, uno de los rasgos más destacados de Oriana son sus celos, que, a raíz de un malentendido, provocan una ruptura entre ambos y conducen al retiro de Amadís a la Peña Pobre, donde adopta el nombre de Beltenebros.
A lo largo de la obra, la constancia de Amadís, su fidelidad y obediencia amorosa, son puestas a prueba mediante desafíos, duelos y pruebas mágicas, las cuales siempre completa satisfactoriamente. 
De la unión entre Amadís y Oriana nace Esplandián, quien es criado en secreto y protagoniza la segunda parte del ciclo, Las sergas de Esplandián.